# Pannlampa

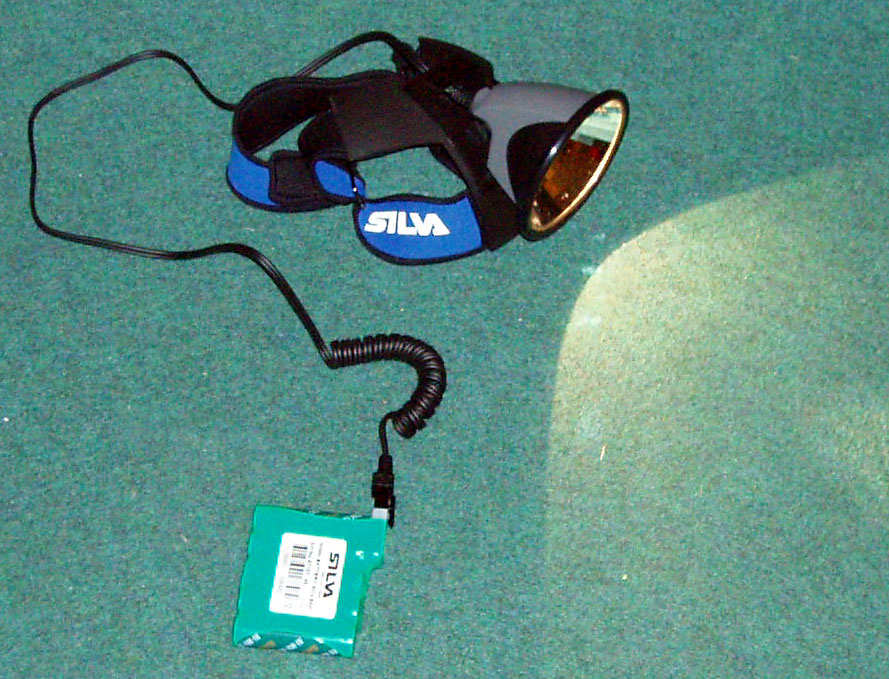
Pannlampa avsedd för nattorientering.

En pannlampa är vanligtvis en liten, kompakt lampa fäst på ett band av stretchtyg. Användaren kan ha båda händerna fria, och lamporna används bl.a. av friluftsmänniskor och hantverkare.
Nyare modeller har oftast lysdioder i stället för glödlampor. De drivs – som de flesta portabla el-varor – av batterier (oftast AA eller AAA).
De pannlampor som används i nattorientering är idag alltid lysdioder ofta flera, upp till 8 st. Pannlampan bärs på en huvudställning där batteriet antingen fästs på huvudställningen eller via en förlängningskabel, i en sele på ryggen eftersom batterierna väger ganska mycket. Batterierna som används är alltid av typen uppladdningsbara.